# Jimmy Vicaut
Jimmy Vicaut (Párizs, 1992. február 27. –) Európa-bajnok francia atléta, futó.

## Pályafutása
Első nemzetközi sikere egy bronzérem volt a 2010-es junior világbajnokságról, 100 méteres távról. Mindössze egy héttel később már az Európa-bajnokságon szerepelt, ahol aranyérmet szerzett a négyszer százas francia váltóval.
A 2011-es tallinni junior Európa-bajnokságon két versenyszámban győzött. Vicaut 10,07-es új egyéni rekorddal lett első százon, továbbá tagja volt hazája győztes váltójának. Július 29-én, a francia bajnokságon megismételte 10,07-es eredményét, mellyel másodikként zárt az új francia rekordot futott Christophe Lemaitre mögött.

## Egyéni legjobbjai
- 60 méteres síkfutás - 6,66 s (2011)
- 100 méteres síkfutás - 10,07 s (2011)
- 200 méteres síkfutás - 21,02 s (2010)